# (36834) 2000 SA106
2000 SA106 (asteroide 36834) é um asteroide da cintura principal. Possui uma excentricidade de 0.06528400 e uma inclinação de 7.33208º.
Este asteroide foi descoberto no dia 24 de setembro de 2000 por LINEAR em Socorro.